# Klobouk (berg i Tjeckien)
Klobouk är ett berg i Tjeckien. Det ligger i den nordvästra delen av landet, 80 km norr om huvudstaden Prag. Toppen på Klobouk är 502 meter över havet, eller 80 meter över den omgivande terrängen. Bredden vid basen är 0,60 km.
Terrängen runt Klobouk är huvudsakligen kuperad, men åt sydväst är den platt.Runt Klobouk är det ganska tätbefolkat, med 120 invånare per kvadratkilometer. Närmaste större samhälle är Ústí nad Labem, 14,3 km sydväst om Klobouk. I omgivningarna runt Klobouk växer i huvudsak blandskog.